# 조지 그리자드
조지 그리자드(George Grizzard, 1928년 4월 1일 ~ 2007년 10월 2일)는 미국의 배우이다.
핼리팩스군에서 태어났으며 맨해튼에서 사망하였다. 사인은 폐암이다.

## 출연 작품
- 아버지의 깃발 (2006년)
- 스몰 타임 크룩스 (2000년)
- 시스터스 앤드 스트레인저스 (1997년)
- 스칼렛 (1994년)
- 퀸 (1993년)
- 데이비드 (1988년)
- 잃어버린 휴가 (1985년)
- 케네디가의 신화 (1985년)
- 총각 파티 (1984년)
- 성난 눈동자 (1982년) - 록우드 대통령 역
- 핑크빛 소동 (1980년)
- 얼굴 없는 표적 (1979년)
- 컴스 호스맨 (1978년)
- 경고 사격 (1967년)
- 애드바이즈 앤 컨센트 (1962년) - 세너터 프레드 반 애커먼 역
- 워싱턴 정가 (1962년)
- 폴 뉴먼의 고독한 관계 (1960년)

### 텔레비전
- 스트레인저 (1986, The Deliberate Stranger)
- 로앤오더 (1992-2000)